# Jesús de Polanco

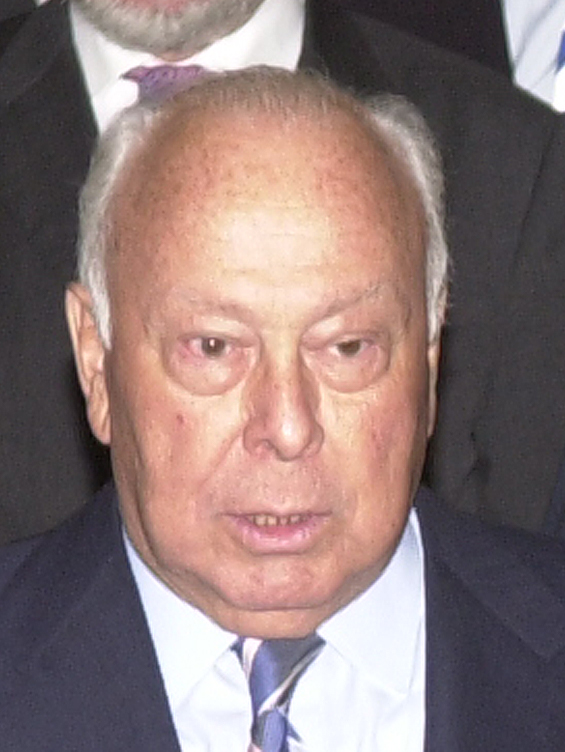
Jesús de Polanco, 2006

Jesús de Polanco (* 7. November 1929 in Madrid, Spanien; † 21. Juli 2007 ebenda) war ein spanischer Medienunternehmer. Im Jahr 2005 wurde er auf Platz 210 der reichsten Menschen weltweit und 2006 auf Platz 258 geführt.

## Leben
Polanco stammt aus kleinen Verhältnissen und finanzierte sein Jurastudium als Buchverkäufer. Ende der 1950er Jahre gründete den Buchverlag Santillana, durch Reinvestitionen war dies der Nucleus der Prisa-Gruppe, an der er zuletzt mit 64 Prozent beteiligt war.
In Spanien gründete er kurz nach dem Tod des Diktators Francos im Mai 1976 die seither größte und international bekannteste Tageszeitung Spaniens, El País, die traditionell der sozialistischen Partei PSOE nahestand. Aufgrund seines politischen Einflusses trug er den Spitznamen Jesús del Gran Poder, und seine Dominanz in den spanischen Medien wurde von politisch rechter Seite teilweise heftig kritisiert. Seine Gegner beschuldigten ihn, ein Monopol zu nutzen, um tendenziöse Berichterstattung zu betreiben. Der Prisa wurde unter anderem im Jahr 2004 vorgeworfen, mittels ihrer Berichterstattung über die Madrider Zuganschläge die öffentliche Meinung einseitig informiert und so die Spanische Parlamentswahl 2004 zuungunsten des Partido Popular beeinflusst zu haben.
Von nicht nationalistischer Seite und international wurde jedoch insbesondere Polancos Einfluss bei der Festigung der spanischen Demokratie hervorgehoben.
Unter Polancos Führung expandierte Prisa auf den lateinamerikanischen Markt, engagierte sich unter seiner Leitung aber auch in Portugal und bei der Tageszeitung Le Monde in Frankreich.
Polanco starb Mitte Juli 2007 an Komplikationen in Verbindung mit einer Arthritis.